# Podtlaková kanalizace
Podtlaková kanalizace, též vakuová kanalizace (anglicky vacuum sewerage system, německy vakuum kanalization) je systém užívající k dopravě odpadních vod podtlaku vytvořeného v kanalizačním potrubí vakuovými čerpadly v centrální vakuové stanici. To umožňuje její nasazení i v místech kde by použití gravitační kanalizace bylo vzhledem k místním geologickým nebo terénním podmínkám složité.

## Části

### Sběrná šachta se sacím ventilem
Sběrná šachta se sacím ventilem slouží k napojení jednotlivých objektů na podtlakové potrubí.
Hromadí se v ní odpadní vody odtékající z objektu běžným kanalizačním systémem. Po naplnění se krátce otevře sací ventil a celý obsah (15–20 i více litrů) je podtlakem odsán do potrubí.

### Podtlakové potrubí
Podtlakové potrubí spojuje sběrné šachty se sacími ventily s podtlakovou stanicí. Oproti klasické kanalizaci má menší profil (cca DN 80 – DN 150). Musí mít hladký vnitřní povrch, odolávat korozi a vysokým rychlostem uvnitř potrubí (cca 6 m/s).

### Podtlaková stanice
Podtlakovou stanici tvoří podtlaková nádoba a vývěva, která vytváří v potrubí podtlak (0,2–0,7 Bar). Z podtlakové nádoby jsou odpadní vody ponorným kalovým čerpadlem dále odváděny do nadřazeného kanalizačního systému, nebo přímo do čistírny odpadních vod.